# Zelotes nilicola
Zelotes nilicola är en spindelart som först beskrevs av O. Pickard-Cambridge 1874.  Zelotes nilicola ingår i släktet Zelotes och familjen plattbuksspindlar. Inga underarter finns listade i Catalogue of Life.